# 徐英含
徐英含（1926年—），男，汉族，浙江萧山人，中华人民共和国法医病理学家、政治人物。第七、八届全国政协委员。